# إدوارد روبنسون (عالم)
إدوارد روبنسون (بالإنجليزية: Edward Robinson)‏ ‏ (هو باحث أمريكي مُتخصص بالدراسات كتابية. وهو عَمِل بمجال الأماكن التوراتية وعلم الآثار التوراتي. كان باحث بمنطقة فلسطين أثناء الحُكم العثماني. لُقب بـ«أبو الجغرافية التوراتية»، و«مؤسس علم الآثار التوراتي الحديث».

## حياته
ولد روبنسون بولاية كونيتيكت الأمريكية ونشأ في مزرعة. عمل كأستاذاً في إيست هيفن وفارمنغتون خلال عامي 1810-1811. ثم التَحق بكلية هاميلتون بمنطقة كلينتون، حيث كان يعمل عمُه بروفسوراً.

## روابط خارجية
- إدوارد روبنسون على موقع الموسوعة البريطانية (الإنجليزية)